# Pseudochiridium vachoni
Espèce
Synonymes
- Paracheiridium vachoni Vitali-di Castri, 1970

Pseudochiridium vachoni est une espèce de pseudoscorpions de la famille des Pseudochiridiidae.

## Distribution
Cette espèce est endémique des îles Glorieuses dans le canal du Mozambique dans le district des îles Éparses des Terres australes et antarctiques françaises.

## Description
La femelle holotype mesure 1,200 mm.

## Étymologie
Cette espèce est nommée en l'honneur de Max Vachon.

## Publication originale
- Vitali-di Castri, 1970 : Pseudochiridiinae (Pseudoscorpionida) du Muséum National d'Histoire Naturelle. Remarques sur la sous-famille et description de deux nouvelles espèces de Madagascar et d'Angola. Bulletin du Muséum National d'Histoire Naturelle, Paris, sér. 2, vol. 41, p. 1175-1199 (texte intégral).